# Acidocroton litoralis
Acidocroton litoralis là một loài thực vật có hoa trong họ Đại kích. Loài này được Urb. & Ekman mô tả khoa học đầu tiên năm 1926.